# سیارک ۴۳۷۲۴
سیارک ۴۳۷۲۴ (به انگلیسی: 43724 Pechstein، نامگذاری:1975UY) چهل و سه هزار و هفتصد و بیست و چهارمین سیارک کشف شده‌است که در ۲۹ اکتبر ۱۹۷۵ کشف شد.